# Chris Kenner
Chris Kenner (New Orleans, 25 december 1929 - 25 januari 1976) was een Amerikaanse singer-songwriter op het gebied van r&b.

## Carrière
Kenner begon zijn muzikale carrière als songwriter tijdens de jaren 1950 en kreeg vervolgens in New Orleans regionale populariteit. Vanaf 1956 begon hij zelf platen te bezingen en een van zijn eersten verscheen bij het nieuw opgerichte Baton Records in New York. Al een jaar later kreeg Kenner een platencontract bij het gevestigde Imperial Records, waarbij onder andere ook Fats Domino onder contract stond. Op zijn eerste Imperial-single bracht hij het door hemzelf gecomponeerde nummer Sick and Tired uit, waarmee hij de r&b-hitlijst haalde (#13). Tussen 1959 en 1961 bracht Kenner zijn platen uit bij meerdere kleine labels, zonder echter nog in de hitlijst te komen. Pas met de wissel naar Instant Records in New Orleans keerde het platensucces terug. De in 1961 opgerichte firma bracht hun eerste singleproductie uit met het Chris Kenner-nummer I Like It Like That. De door Kenner en Domino samen gecomponeerde song bereikte bij de Billboard-hitlijst bij de Billboard Hot 100 als ook bij de r&b-hitlijst de 2e plaats en werd meer dan een miljoen keer verkocht. Het werd Kenners grootste succes als vertolker. Als zanger kwam hij slechts nog een keer in de hitlijst met de eigen compositie Land of 1000 Dances (1963).
Dit nummer was ook met andere artiesten succesvol. Wilson Pickett haalde met het nummer de r&b-hitlijst (#1) en Billboard Hot 100 (#6). Ook scoorde het nummer in het Verenigd Koninkrijk (#22). Ook The Dave Clark Five scoorden met de Kenner-compositie I Like It Like That in de Billboard Hot 100 (#7). Tot 1983 kwamen tien door andere artiesten gezongen Kenner-songs in de Hot 100. Een laat en uitstekend succes had Kenner als co-auteur met het nummer Here Comes The Hotstepper van Ini Kamoze, dat in 1994 de Hot 100- (#1) en de r&b-hitlijst (#2) haalde. Het nummer haalde ook de Britse hitlijst (#4).

## Privéleven en overlijden
In 1968 werd Kenner veroordeeld tot een driejarige gevangenisstraf wegens ontucht met een minderjarige. Later had hij alcoholproblemen. Kenner overleed op 25 januari 1976 op 47-jarige leeftijd aan de gevolgen van een hartinfarct.

## Discografie

### Singles
- 1956:	Grandma's House / Don't Let Her Pin That Charge (Baton)
- 1957:	Sick and Tired / Nothing Will Keep Me From You (Imperial Records)
- 1958:	I Have News For You / Will You Be Mine (Imperial Records)
- 1959:	Rocket to the Moon / Life Is Just A Struggle (Ron)
- 1960:	Don't Make No Noise / You Can't Beat Uncle Sam (Pontchartrain
- 1961:	Don't Make No Noise / Right Kind Of Girl (Prigan)
- 1961:	I Like It Like That Pt 1 / I Like It Like That Pt 2 (Instant)
- 1961:	Very True Story / Packin' Up (Instant)
- 1961:	Something You Got / Come See About Me (Instant)
- 1962:	How Far / Time (Instant)
- 1962:	Let Me Show You How (To Twist) / Johnny Little (Instant)
- 1962:	Land Of 1000 Dances / That's My Girl (Instant)
- 1963:	Come Back And See / Go Thru Life (Instant)
- 1964:	What's Wrong With Life / Never Reach Perfection (Instant)
- 1964:	She Can Dance / Anybody Here See My Baby (Instant)
- 1965:	Timber - Pt 1 / Timber - Pt 2 (Atlantic Records)
- 1965:	The Life Of My Baby / They Took My Money (Uptown
- 1965:	Get On This Train (Uptown)
- 1966:	I'm Lonely, Take Me / Cinderella (Instant)
- 1966:	All Night Rambler Pt 1 / All Night Rambler Pt 2 (Instant)
- 1967:	Shoo Rah / Stretch My Hands To You (Instant)
- 1967:	Fumigate Funky Broadway / Wind The Clock (Instant)
- 1968:	Memories Of A King Pt1 / Memories Of A King Pt2 (Instant)
- 1968:	Mini-Skirts And Soul / Sad Mistake (Instant)

### Albums
- 1966:	Land of 1000 Dances (Atlantic)
- 1980:	The Name of the Place (Bandy)

- Bibsys: 5008176
- Biblioteca Nacional de España: XX5894981
- Bibliothèque nationale de France: cb139764600 (data)
- CiNii: DA16823384
- Gemeinsame Normdatei: 134424891
- International Standard Name Identifier: 0000 0000 5516 1064
- Library of Congress Control Number: n95010401
- MusicBrainz: 3548a0ec-9093-4bb5-81cc-8a4190bba793
- Bibliotheek van het Japanse parlement: 001325369
- Nationale Bibliotheek van Tsjechië: xx0164878
- Nationale Bibliotheek van Israël: 987007342193305171
- Nationale en Universitaire bibliotheek Zagreb: 000066241
- SNAC: w6169vwm
- Virtual International Authority File: 14966393
- WorldCat: E39PBJtrRVgGKrTvYD36t6CbBP